# Juan Gualberto Pemán y Maestre
Juan Gualberto Pemán y Maestre (Cádiz, 1859 - 1922) fue abogado y diputado conservador desde 1903, hasta las elecciones que tomaron lugar en 1920. Casado con María Pemartín y Carrera Laborde Aramburu, fue padre del notable escritor José María Pemán y el arqueólogo y crítico de arte César Pemán. Recibió la Gran Cruz de la Orden de Isabel la Católica en el año 1918 por su labor en el Congreso de los Diputados.